# Temporada de tufões no Pacífico de 2004
A temporada de tufões no Pacífico 2004 foi um evento no ciclo anual de formações de ciclones tropicais no Oceano Pacífico noroeste e no Mar da China Meridional. Não há limites estabelecidos para o começo ou o fim da temporada, mas a maioria dos ciclones tropicais tende a se formar entre maio e novembro. Estas datas delimitam convencionalmente o período de cada ano quando a maioria dos ciclones tropicais formam-se no noroeste do Oceano Pacífico.
Este artigo limita-se em descrever todos os ciclones tropicais que se formaram em 2004 no Pacífico noroeste (ao norte da Linha do Equador e a oeste da Linha Internacional de Data). Sistemas tropicais que atinjam a intensidade de tempestade tropical que se formam em toda esta bacia oceânica ganham um nome dado pela Agência Meteorológica do Japão (AMJ). As depressões tropicais que se formam nesta bacia ganham um número e o sufixo "W". Todos os sistemas tropicais (incluindo depressões tropicais) ganham um segundo nome quando entram na área de responsabilidade Filipinas, dado pela Administração de Serviços Atmosféricos, Geofísicos e Astronômicos das Filipinas (PAGASA). Sendo assim, um sistema tropical poderá ter dois nomes diferentes.

## Nomes das tempestades
Ciclones tropicais que se formam ou adentram o Oceano Pacífico noroeste são nomeados pelo Centro Meteorológico Regional Especializado (CMRE) de Tóquio, pertencente a Agência Meteorológica do Japão. A lista é usada sequencialmente, ou seja, não há uma lista determinada para um único ano. Os nomes são dados pelos treze membros do comitê da Organização Meteorológica Mundial para tufões, exceto pela Singapura. Estes treze países ou territórios, junto com a Micronésia. Cada país ou território contribui com dez nomes, que são organizados alfabeticamente conforme o nome (em inglês) do país contribuinte.
| Nação contribuinte         | Nomes     | Nomes     | Nomes     | Nomes    | Nomes    |
| -------------------------- | --------- | --------- | --------- | -------- | -------- |
| Camboja                    | Damrey    | Kong-rey  | Nakri     | Krovanh  | Sarika   |
| República Popular da China | Longwang  | Yutu      | Fengshen  | Dujuan   | Haima    |
| Coreia do Norte            | Kirogi    | Toraji    | Kalmaegi  | Mujigae  | Meari    |
| Hong Kong                  | Kai-tak   | Man-yi    | Fung-wong | Choi-wan | Ma-on    |
| Japão                      | Tenbin    | Usagi     | Kammuri   | Koppu    | Tokage   |
| Laos                       | Bolaven   | Pabuk     | Phanfone  | Ketsana  | Nock-ten |
| Macau                      | Chanchu   | Wutip     | Vongfong  | Parma    | Muifa    |
| Malásia                    | Jelawat   | Sepat     | Nuri      | Melor    | Merbok   |
| Micronésia                 | Ewiniar   | Fitow     | Sinlaku   | Nepartak | Nanmadol |
| Filipinas                  | Bilis     | Danas     | Hagupit   | Lupit    | Talas    |
| Coreia do Sul              | Kaemi     | Nari      | Jangmi    | Sudal    | Noru     |
| Tailândia                  | Prapiroon | Wipha     | Mekkhala  | Nida     | Kulap    |
| Estados Unidos             | Maria     | Francisco | Higos     | Omais    | Roke     |
| Vietnã                     | Saomai    | Lekima    | Bavi      | Conson   | Sonca    |
| Camboja                    | Bopha     | Krosa     | Maysak    | Chanthu  | Nesat    |
| República Popular da China | Wukong    | Haiyan    | Haishen   | Dianmu   | Haitang  |
| Coreia do Norte            | Sonamu    | Podul     | Noul      | Mindulle | Nalgae   |
| Hong Kong                  | Shanshan  | Lingling  | Dolphin   | Tingting | Banyan   |
| Japão                      | Yagi      | Kajiki    | Kujira    | Kompasu  | Washi    |
| Laos                       | Xangsane  | Faxai     | Chan-hom  | Namtheun | Matsa    |
| Macau                      | Bebinca   | Peipah    | Linfa     | Malou    | Sanvu    |
| Malásia                    | Rumbia    | Tapah     | Nangka    | Meranti  | Mawar    |
| Micronésia                 | Soulik    | Mitag     | Soudelor  | Rananim  | Guchol   |
| Filipinas                  | Cimaron   | Hagibis   | Molave    | Megi     | Talim    |
| Coreia do Sul              | Chebi     | Neoguri   | Goni      | Malakas  | Nabi     |
| Tailândia                  | Durian    | Rammasun  | Morakot   | Chaba    | Khanun   |
| Estados Unidos             | Utor      | Matmo     | Etau      | Aere     | Vicente  |
| Vietnã                     | Trami     | Halong    | Vamco     | Songda   | Saola    |

### Filipinas
A Administração de Serviços Atmosféricos, Geofísicos e Astronômicos das Filipinas (PAGASA) usa a sua própria lista (não-oficial) para dar nomes aos ciclones tropicais que se formam ou adentram na área de responsabilidade da agência. As listas são recicladas a cada quatro anos. O nome "Glenda" foi usado pela primeira fez, sendo que substituiu "Gloria".
| - Ambo - Butchoy - Cosme - Dindo - Enteng - Frank - Gender | - Helen - Igme - Julian - Karen - Lawin - Marce | - Ofel - Pablo - Quinta - Rolly - Siony - Tonyo - Unding | - Violeta - Winnie - Yoyong - Zosimo - Alakdan (sem usar) - Balbo (sem usar) - Clara (sem usar) | - Dencio (sem usar) - Estong (sem usar) - Felipe (sem usar) - Gardo (sem usar) - Heling (sem usar) - Ismael (sem usar) - Julio (sem usar) |